# 私たちの幸せな時間
『私たちの幸せな時間』（わたしたちのしあわせなじかん、原題：우리들의 행복한 시간、英題：Maundy Thursday/Our Happy Time）は、2006年公開の韓国映画。
韓国で多くの文学賞を受賞しているベストセラー女流作家コン・ジヨンの同名小説の映画化。『パイラン』で青龍映画賞 監督賞、『力道山』で大鐘賞 監督賞を受賞した、映画監督ソン・ヘソンの4作目の作品で、韓国での観客動員は300万人。第14回春史大賞映画祭にて脚本賞（チャン・ミンソク、パク・ウニョン）受賞。

## ストーリー
3回目の自殺に失敗した元歌手ユジョンは、叔母であるシスタ・モニカの誘いで、三人の女性を殺して死刑囚になったユンスと毎週木曜に面会することになる。一日も早い死刑執行を望むユンスに、自分に似たものを感じたユジョン。ユンスもまた、棘のある言葉ばかりを投げつけるユジョンに、自分に似たものを感じていた。裕福な家で育ったユジョンと孤児のユンス。全く違う人生を送って来た二人だったが、面会を繰り返すうちに互いを思いやるようになり、心の奥に秘めていた深い傷を癒し合える存在となる。生きていればまた会える。二人は生きることを大切に思うようになるが、刑は執行される。

## キャスト
- チョン・ユンス：カン・ドンウォン
- ムン・ユジョン：イ・ナヨン
- シスタ・モニカ：ユン・ヨジョン
- イ主任：カン・シンイル
- ユジョンの母：ジョン・ヨンスク
- ユジョンの兄ユチャン：ジャン・ヒョンソン
- パクおばあさん：キム・ジヨン
- 死刑囚2896：オ・グァンロク

## スタッフ
- 監督：ソン・ヘソン
- プロデューサー： キム・サングン
- 脚本：チャン・ミンソク、パク・ウニョン
- 原作：コン・ジヨン
- 撮影：カン・スンギ
- 音楽：イ・ジュジン
- 編集：パク・コクチ
- 日本語字幕：根本理恵

## 製作・エピソード
- 撮影は実在の刑務所で行われた[4]。
- 原作小説の翻訳は北朝鮮拉致被害者の蓮池薫。

### リメイク
日本での漫画化。ユジョンだけではなくユンスもまた拘置所内で自殺を繰り返すという設定。ユジョンは元歌手ではなく元ピアニストでお嬢様育ち。ユンスが殺したのは一人の男と母子。死刑執行に向かうユンスをユジョンはピアノを弾いて送る。

## 受賞歴

### 2006年
- 第14回春史大賞映画祭：脚本賞（チャン・ミンソク、パク・ウニョン）

## DVD・書籍
- DVD JAN：4527427639218（2007年12月21日発売）
- DVD JAN：4527427642898（2009年1月28日再発売）
- CD JAN：4527427723214 （2007年6月22日発売）
- 原作小説   著：孔枝泳   訳：蓮池薫    新潮社 ISBN 9784105055516 （2007年5月発売）[5]
- コミック   漫画：佐原ミズ　原作：孔枝泳　訳：蓮池薫　 新潮社 ISBN 410771439X （2008年12月発売）[6]